# Stanisław Marian Kochanowski
Stanisław Marian Szymon Korwin-Kochanowski h. Ślepowron (ur. 18 kwietnia 1871 w Rożenku, zm. w grudniu 1942 lub styczniu 1943 we Lwowie) – polski malarz i filolog romański.

## Życiorys
Ukończył studia w krakowskiej Akademii Sztuk Pięknych i filologię romańską na Uniwersytecie Jagiellońskim. Swoje prace w latach 1897–1898 wystawiał z Towarzystwem Przyjaciół Sztuk Pięknych. Był członkiem Polskiego Towarzystwa Gimnastycznego Sokół.
3 lipca 1915 zaciągnął się do Legionów Polskich. Początkowo służył w 2 pułku ułanów, a następnie jako adiutant I baonu, oficer ordynansowy w 6 pułku piechoty. 9 sierpnia 1915 roku został awansowany na podporucznika piechoty.
Był autorem słów do pieśni „Rogate czapy – Rogate dusze!” oraz utworu „Cieniom ś.p. Krzyczkowskiego” poświęconego ś.p. ppor. Kazimierzowi Krzyczkowskiemu, poległemu pod Kopnem 25 października 1915 roku. W czasie akcji nie rozstawał się ze szkicownikiem, a z paletą na postojach. W Muzeum 6 pp Leg. w Wilnie znajdował się pokaźny zbiór jego twórczości.
Zaszeregowany do pułku rezerwowego Polskiego Korpusu Posiłkowego, a następnie skierowany do Szkoły Oficerów w Przemyślu, gdzie był adiutantem i wykładowcą. Z Przemyśla został przeniesiony do Szkoły Podchorążych w Bolechowie, a następnie walczył na froncie włoskim. Był internowany w obozie w Dułowie (węg. Dulfalva) na Zakarpaciu, a po odzyskaniu niepodległości przez Polskę w będąc rotmistrzem Wojska Polskiego walczył w wojnie polsko-ukraińskiej o Lwów, w którym później zamieszkał. Był nauczycielem Państwowej Szkoły Ekonomiczno-Handlowej, wykładał w Akademii Handlu Zagranicznego, po zajęciu Lwowa przez Armię Czerwoną utracił pracę, zmarł z głodu w grudniu 1942 lub styczniu 1943.
W dorobku Stanisława Kochanowskiego znajdują się pejzaże, widoki przedmieść, weduty i sceny rodzajowe.

## Ordery i odznaczenia
- Krzyż Walecznych „za czyny męstwa i odwagi wykazane w bojach toczonych w latach 1918–1921”[4]
- Srebrny Krzyż Zasługi (19 marca 1931)[3]
- Krzyż Pamiątkowy 6 pułku piechoty Legionów („Krzyż Wytrwałości”)[5]